# Magaréi erődtemplom
A magaréi erődtemplom műemlékké nyilvánított épület Romániában, Szeben megyében. A romániai műemlékek jegyzékében az SB-II-a-B-12501 sorszámon szerepel.